# أقوى الرجال (فلم)
أقوى الرجال هو فيلم جريمة مصري من إنتاج سنة 1993، إخراج أحمد السبعاوي، وتأليف بسيوني عثمان عن قصة الأديب التركي عزيز نيسين، وإنتاج شركة الأهرام للسينما والفيديو، ومن بطولة نور الشريف، وسهير رمزي، وجمال إسماعيل، وعماد محرم. تدور أحداث الفيلم عن زكي شاب يعامله أهل الحارة باستخفاف بسبب طيبته، يحاول صاحب البيت طرده وبسبب الشبه الكبير بينه وبين شخص شرير ويتم الإفراج عنه يقرر أن يكون شرير بالفعل.

## القصة
الوحش مجرم عاتي في الإجرام يسرق ويحرق ويقتل ويغتصب بدم بارد، ويسطو على البنوك متحديًا الشرطة التي لا تملك له سجل إجرامي، وتعتمد على الشهود في رسم صورة وصفية له، وتهتم أجهزة الدولة بالقبض عليه، بعد أن تعددت جرائمه وإهتمت الصحف بنشر أخباره، وروجت الجماهير الأساطير عنه، ولسوء الحظ، تطابقت الصورة المرسومة مع وجه المحصل زكي الطيب نور الشريف، فيتم القبض عليه، والتحقيق معه، لتنقلب حياته رأسًا على عقب. كأن الرجل المسالم زكي الطيب، يعمل كمساري أوتوبيس بالنقل العام، وإشتهر بمسالمته وطيبته، ويعيش مع زوجته عليه عاملة المصبغة، وابنه الصغير رضا، وتتعرض زوجته عليه للتحرش من صاحب المصبغة ومن القهوجي، إستهأنة بزوجها الطيب، ويرفض الفكهأني البيع له بالتسعيرة، أو يتركه ينتقي الفاكهة، وينذره صاحب البيت وصاحب معرض السيارات شطا بيه بالإخلاء لتحويل المنزل لمخزن، ويحرض عليه رجله العجلاتي أبو شنب ليهدده ليسرع بالإخلاء.
يشاهد زكي جاره عم سيد وهو يطرد من شقته، وتلقى أمتعته في الشارع، مع زوجته وأولاده الصغار، ويتم الإعتداء عليه أمام الجميع في الشارع، ومازاد الطين بلة، هو الإعتداء على حسام زوج شقيقته ميرفت لمجرد أنه جاء وشقيقته لزيارته، كل ذلك يحدث ولم يستطع زكي الطيب، حتى مجرد الإعتراض. تقابل زكي أثناء سجنه الإحتياطي مع عم سيد، الذي تم سجنه بعد أن تشاجر مع فتوات المدافن، الذين أرادوا إبتزازه، بعد أن إتخذ من المدافن سكنًا، فضربهم وقتل أحدهم، ونصحه عم سيد بإرتداء عباءة الوحش، لأن الناس تعبد من تخاف منه، وإقتنع زكي، بعد أن شاهد كل المساجين تخضع له، بصفته الوحش المجرم، العاتي في الإجرام، ولكن المحكمة برأته لعدم كفاية الأدلة، وتضارب أقوال الشهود، ولكن أستاذ الطب النفسي، الدكتور محمد شعلأن، قال في التليفزيون أن الإنسان عندما يتعرض لعنف شديد في طفولته، يصبح الشر رغبات مكبوتة بداخله، تخرج في أوقات معينة، دون وعي الشخص، ويسمى الأنفصال في الوعي. فهم الناس المقربين من زكي، أن طيبته الظاهرة للعيأن ستارًا لشره المكبوت دون أن يعى مايحدث، فخاف منه الجميع، بما فيهم أقاربه، وعلى رأسهم زوجته عليه، وزوج أخته حسام، وتسابق الجميع في نيل رضاه، حتى صاحب البيت الذي طرد زوجته من شقتها، أثناء سجنه، أعادها للشقة بعد أن أعاد طلاءها، ومدها بعفش جديد، وأصبح القهوجي والعجلاتي والفكهأني في خدمة الست عليه، وعرض عليه المتخاصمون مشاكلهم لحلها، وقدموا له الهدايا، وقام بإعادة زوجة عم سيد وأولادها لشقتهم، وأصبح زكي الطيب إسطورة يتناقلها جموع الناس، وعاش زكي الدور واستحسنه، حتى صدق كلام الناس. أنقلب الحال عندما تم القبض على مساعد الوحش أبو دومه ومعه صورة تجمعه بالوحش الحقيقي، وتم نشر الصورة، وتأكد الجميع أن زكي ليس الوحش، وقام شطا بيه والعجلاتي أبو شنب، بالإعتداء على أسرة زكي، الذي إستدعى الشر من داخله، وضرب العجلاتي وأحرق وجهه في فرن عربة البطاطا، وقتل شطا بيه، وبحث عن الوحش الحقيقي حتى عثر عليه، وتصارع معه وقتله، ليقتل بذلك زكي الطيب بداخله، ويصبح بالفعل وحشًا.

## طاقم التمثيل

### الشخصيات الرئيسية
- نور الشريف بدور زكى محمد الطيب
- سهير رمزي بدور علية
- جمال إسماعيل بدور عم سيد
- عماد محرم بدور شطا - صاحب البيت
- محمد ناجي بدور أبو شنب - العجلاتي
- خليل مرسي بدور الوحش

### الشخصيات الثانوية
- أماني سليم بدور ميرفت محمد الطيب
- أحمد حلاوة بدور عبده سواق الاتوبيس
- مصطفى الشامي بدور العميد على مصطفى
- عطية عويس بدور مدير الأمن
- سيد صادق بدور سيد العتر - نبطشي السجن
- عثمان عبد المنعم بدور الفكهانى
- حجاج عبد العظيم بدور القهوجى المتحرش
- سهير شلبي بدور سهير - مذيعة التلفزيون
- كمال الزيني بدور رئيس التحرير
- حسن عبد العظيم بدور جابر
- نعيم عيسي بدور صاحب المصبغة المتحرش
- عبد الرازق فوزي بدور أبو دومه - مساعد الوحش
- بدرية عبد الجواد بدور عاملة المصبغة
- نادية شمس الدين بدور زوجة عم سيد
- عثمان محمد علي بدور شيخ المسجد
- جمال الفيشاوي بدور حسام - زوج ميرفت الطيب
- رأفت راجي بدور الصحفي
- أحمد أبو عبية بدور موظف المحافظة
- سيد مصطفى بدور نقيب الشرطة
- حسين الشريف بدور رائد الشرطة
- طارق عرابي بدور دسوقي
- جميل عزيز
- مصطفى عكاشة بدور مفتش النقل العام
- مجدي محجوب
- علي الزفتازي بدور المحامي
- عبد المنعم النمر بدور الطبيب بالمنزل
- أحمد العضل بدور رجل من الحارة
- لويس يوسف بدور رجل من الحارة
- سيد العربي
- مصطفى علاء الدين
- محمد نزيه
- عمر عز الدين
- محمد مندور بدور مقدم الشرطة
- فايزة عبد الجواد بدور سيدة من الحارة
- أحلام حلمي بدور الراقصة
- معوض العربي بدور مطرب السجن
- محمود جاويش بدور الطفل رضا زكى الطيب

## روابط خارجية
- مقالات تستعمل روابط فنية بلا صلة مع ويكي بيانات